# Civilization IV: Colonization
A Sid Meier's Civilization IV: Colonization egy 2008-ban megjelent körökre osztott stratégiai játék, az 1994-es Sid Meier's Colonization remake-je a Civilization IV grafikus motorjával. Önálló program, nincs szükség hozzá az alapjáték birtoklására. A játékos négy európai nemzet - a spanyol, a brit, a francia és a holland - közül irányít egyet, a cél pedig az Újvilág meghódítása 1492-1792 között. Az lesz a győztes, aki elsőként hoz létre kolóniákat és hadsereget, kikiáltja a függetlenségét, és sikeresen győz az anyaország által odaküldött hadsereg ellen.

## Játékmenet
Ahhoz, hogy létrehozhassa a játékos a kolóniáját, törekednie kell egy egyensúly létrehozására az őslakosok, a saját telepesei, illetve a rivális országok kolóniái között. Az alapjátékban szereplő Nagy Személyeket itt alapító atyáknak hívják, és ők is adnak bizonyos bónuszokat. Alapvetően diplomáciával, toborzással és városmenedzseléssel lehet a kolónia sorsát irányítani. Minden kolónia rendelkezik egy élelemigénnyel, ha felesleget termelnek, akkor az óhazából érkező telepesek illetve megtérített őslakosok is beköltözhetnek.
A gazdaság és a kereskedelem kétirányú: egyrészt a megtermelt javakat az anyaország felé irányíthatjuk, másrészt kereskedhetünk az őslakosokkal is. A termeléshez megfelelő nyersanyagok és szakemberek kellenek. Bányászhatunk ezüstöt is, amellyel kereskedhetünk önmagában is, de felhasználhatjuk akár fegyverek vásárlására is. Ha tehetséges szakembereink vannak, azok bónuszt adnak (kétszeres gyorsaságú termelés), egyes épületek pedig az össztermelést gyorsítják.
A négy választható ország közül mindegyiknek van egy bónusza induláskor. A britek több telepest kapnak, a hollandok a kereskedésben jobbak, a franciák diplomáciája az őslakosokkal való jobb kommunikációban segít, a spanyolok pedig a hódításban erősek. A négy ország (és önállósodó kolóniái) mellett apacsok, aravakok, aztékok, cserokik, inkák, irokézek, sziúk és tupik szerepelnek még a játékban.
A játék játszható egyjátékos és többjátékos módban is. Néhány további dologban is eltér az alapjátéktól, például a játék indításakor a négy nemzet közül választunk először, majd egyben két kormányzó közül is, akik különböző tulajdonságokkal rendelkeznek. Megtartották viszont az országhatárokat is, amelyek átlépése megállapodáshoz kötött, ennek elmaradása esetén az hadüzenettel ér fel. Az eredeti Colonization játékhoz képest változás, hogy egy alapító atyát immár csak egyetlen játékos tud toborozni, akik pedig csak akkor csatlakoznak az ügyünkhöz, ha teljesítünk egy pontszámban mért kritériumot.
A függetlenség kikiáltása után létre kell hozni saját alkotmányunkat is, amelyben a kormányformát is eldönthetjük. Ez járhat további előnyökkel is, például egy királyság esetében a függetlenségi háború ideje alatt is kereskedhetünk az európaiakkal.
Ugyan a játék a Civilization IV alapjain, és annak Gamebyro grafikus motorján nyugszik, ezt továbbfejlesztették, amivel megnőtt a program gépigénye is. Míg az alapjátékhoz nem volt szükség DirectX 8.0 és Pixel Shader 1.1 támogatás meglétére, ennél már igen, ezért akkoriban több régi konfiguráción ez nem is futott már el.

## Fogadtatás
Kritika érte azt, hogy csak egyféle módon lehet nyerni, szemben a sorozat többi epizódjával, és azt is, hogy csak négy nemzetre korlátozódott a játék. FreeCol néven megjelent 2003-ban egy ingyenes változat is.

## Fordítás
- Ez a szócikk részben vagy egészben  a   Civilization IV: Colonization című angol Wikipédia-szócikk ezen változatának fordításán alapul.  Az eredeti cikk szerkesztőit annak laptörténete sorolja fel. Ez a jelzés csupán a megfogalmazás eredetét és a szerzői jogokat jelzi, nem szolgál a cikkben szereplő információk forrásmegjelöléseként.